# Orchestre du Festival de Budapest
L’Orchestre du Festival de Budapest (hongrois : Budapesti Fesztiválzenekar) est un orchestre symphonique hongrois fondé en 1983 ; c’est l’un des principaux orchestres de la ville de Budapest avec l’orchestre de la Société philharmonique de Budapest.

## Histoire
Fondé en 1983 par Iván Fischer et Zoltán Kocsis, l'orchestre regroupe de jeunes instrumentistes hongrois. Il s'est, en quelques années, donné une réputation d'excellence au niveau international, grâce au soutien de la municipalité de Budapest et au ministère de la culture hongrois.
L'orchestre est invité dans les salles et manifestations les plus prestigieuses : Salzbourg, Vienne, aux festivals de Lucerne ou de Montreux, à la Tonhalle de Zurich, New York, Chicago, Los Angeles, San Francisco, Montréal, Tokyo, au Théâtre des Champs-Élysées de Paris, Berlin, Munich, aux BBC Proms de Londres, Rome, Amsterdam, Madrid, Prague, entre autres.
De grands noms ont déjà été invités par l'orchestre : Sir Georg Solti (qui a été chef honoraire invité jusqu'à sa mort en 1997), Yehudi Menuhin, Kurt Sanderling, Eliahu Inbal, Charles Dutoit, Gidon Kremer, Sándor Végh, András Schiff, Heinz Holliger, Agnes Baltsa, Ida Haendel, Martha Argerich, Hildegard Behrens, Yuri Bashmet, Rudolf Barshaï, Kiri Te Kanawa, Radu Lupu, Thomas Zehetmair, Vadim Repin, Helen Donath, Richard Goode, notamment.

## Répertoire
Avec Iván Fischer, l'orchestre s'est particulièrement illustré avec des enregistrements consacrés aux œuvres de Béla Bartók, Zoltán Kodály et Antonín Dvořák. L'enregistrement du Mandarin merveilleux de Bartók a reçu le Gramophone Award en 1998.
L'orchestre se produit également à l'Opéra dans des répertoires variés, Monteverdi, Mozart ou Bartók par exemple.

## Directeur musical
- Depuis 1983 : Iván Fischer